# Cyphomyia willistoni
Cyphomyia willistoni är en tvåvingeart som beskrevs av Günther Enderlein 1914. Cyphomyia willistoni ingår i släktet Cyphomyia och familjen vapenflugor. Inga underarter finns listade i Catalogue of Life.